# Schizomida
Schizomidele sunt arahnide foarte mici, care ajung până la 10 mm în lungime. Primul exemplar a fost descris de către Octavius Pickard-Cambridge, în 1872, colectat în Ceylon. Colorația corpului cuprinde diferite nuanțe de maroniu închis, gri sau brun. La prima vedere ele pot fi confundate cu termite de către nespecialiști. Prosoma este divizată în trei regiuni, opistosoma este segmentă și se termină cu un flagel. Ochii sunt absenți, însă posedă formațiuni fotosensibile.

## Morfologie externă

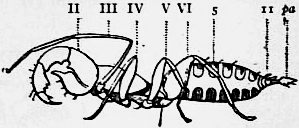
Mascul, Schizomus crassicaudatus, vedere laterală, Encyclopædia Britannica, 1911

Prosoma este alcătuită din trei regiuni: una anterioară masivă - propeltidiu, o a doua scurtă – mezopeltidiu și a treia – metapeltidiu. Propeltidiul reprezintă o placă convexă și prezintă 2 – 4 perechi de perișori dorsali și 2 - 3 perechi apicali. Pe marginea anterio–laterală a propeltidiului, schizomidele posedă două structuri fotosensibile, în formă ovală, triunghiulară sau neregulată. La majoritatea speciilor cavernicole aceste formațiuni lipsesc sau sunt puternic reduse. Mezopeltidiul este alcătuit din două plăci triunghiulare simetrice. Partea ventrală a prosomei este acoperită de coxele pedipalpilor, picioarelor și de trei plăci sternale. Sternitele anterior și posterior sunt mari și vizibile, cel din mijloc este mic. Sternitul anterior este numit tritostern, cel medial –  pentastern, iar cel posterior – metastern. 
Chelicerele sunt compuse din două articole, unul fix și altul mobil, formând împreună o chelă. Articolul fix are circa 5 – 10 dinți. Pe chelicere se pot afla și mici excrescențe cuticulare de diferite forme. Atât chelicerele, cât și pedipalpii, sunt implicați în capturarea, apucarea și fărâmițarea prăzii.
Pedipalpii sunt puternici, alcătuiți din 6 articole: coxă, trohanter, femur, patelă, tibie, bazitars și tars. Ultimul articol se termină cu o gheară. Trihobotriile (perișori senzitivi) lipsesc. La unele specii, cum ar fi cele care aparțin genului Rowlandius, se manifestă dimorfism sexual prin diferența formei și dimensiunilor pedipalpilor în funcție de sex. 
Picioarele anterioare sunt anteniforme, adică sunt alungiți și subțiri, funcționând ca organe tactile cu rază de acțiune, relativ, mare. Celelalte trei perechi sunt folosite la locomoție. Femurul perechii a patra de picioare este bine dezvoltat, îngroșat. Aceasta le permite să execute sărituri. Articolul tarsal este acoperit cu trihobotrii. În general, masculii au picioare mai lungi decât femelele (cel puțin prima pereche).
Opistosoma este alungită, fiind alcătuită din 12 segmente bine delimitate. Primul segment este redus și are forma unui pețiol, ce unește opistosomă de prosoma. Segmentele IX – XII sunt alungite. Ultimile trei segmente sunt îngustate și formează un pigidiu. La capătul pigidiului se află un flagel. Musculatura opistosomei constă din cinci pereche de mușchi dorsoventrali. Tergitele dorsale și scleritele ventral sunt contopite formând un inel. Partea ventrală a opistosomei este foarte bogată în perișori.

## Anatomie

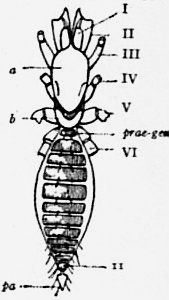
Mascul, Schizomus crassicaudatus, vedere dorsală, Encyclopædia Britannica, 1911

Organizarea internă, în special în ceea ce privește sistemul genital masculin și sistemului circulator, a fost puțin studiată.
Sistemul nervos este reprezentat de creier, ganglion subesofagian, și lanțul nervos ventral. Creierul inervează chelicerele și regiunile fotosensibile, în timp ce masa ganglionară – pedipalpii și picioarele. În sectorul anterior al lanțului nervos se află o singură aglomerare ganglionară. 
Organe de simți sunt trihobotriile (receptori tactili), organele lirifome (receptori olfactivi) etc. Văzul joacă un rol secundar în perceperea lumii. În plus, numeroșii perișori au funcția chemoreceptoare și higroreceptoare (receptori ai umidității).
Aparatul circulator include o inimă situată în segmentele opistomale II – VII. Anterior, spre creier pleacă aortă cefalică. Sângele revine în inimă prin 5 perechi de osteole.
Respirația se efectuează printr-o pereche de plămâni (saci pulmonari) plasați în opistosomă, segmentul VI.
Orficul bucal este precedat de cavitatea preorală formată de baza chelicerelor și pedipalpilor. Tubul digestiv este alcătuit din orificiul bucal, faringe, esofag, intestinul mediu, intestinul posterior, cameră rectală și anus. De la intestinul mediu pornesc o pereche de diveritculi (ramificări) în prosomă și cinci perechi în opistosomă.
Excreția este realizată de tuburile Malpighi, în opistosomă, și glandele coxale, în prosomă. Tuburile Malpighi se deschid la limita dintre intestinul mediu și posterior. Glandele coxale constau din două perechi de saci ai căror conducte se deschid la baza picioarelor II și III.
În regiunea ventrală, pe segmentele VI și VII sunt situate glandele anale. Ele secretă un lichid de apărare, care servește pentru alungarea dușmanilor, ca miriapode, păianjeni și insecte.
La ambele sexe orificiul genital se deschide pe la doilea sclerit. La femelă, ovarul este impar și se extinde ventral în opistosomă, în segmentele V – IX. Din ovar, pornesc două oviducte, care se unesc într-un uter. Uterul continuă cu un singur canal spre exterior. La masculi, sistemul sexual constă din testicule, vezică seminală, canale de evacuare a produselor spermatozoizilor. Testiculele sunt situate în aceeași poziție ca și ovarul, constau dintr-o pereche de tuburi cilindrice și scurte. Ele se unesc într-un canal eferent și se deschid prin orificiul genital.

## Reproducere

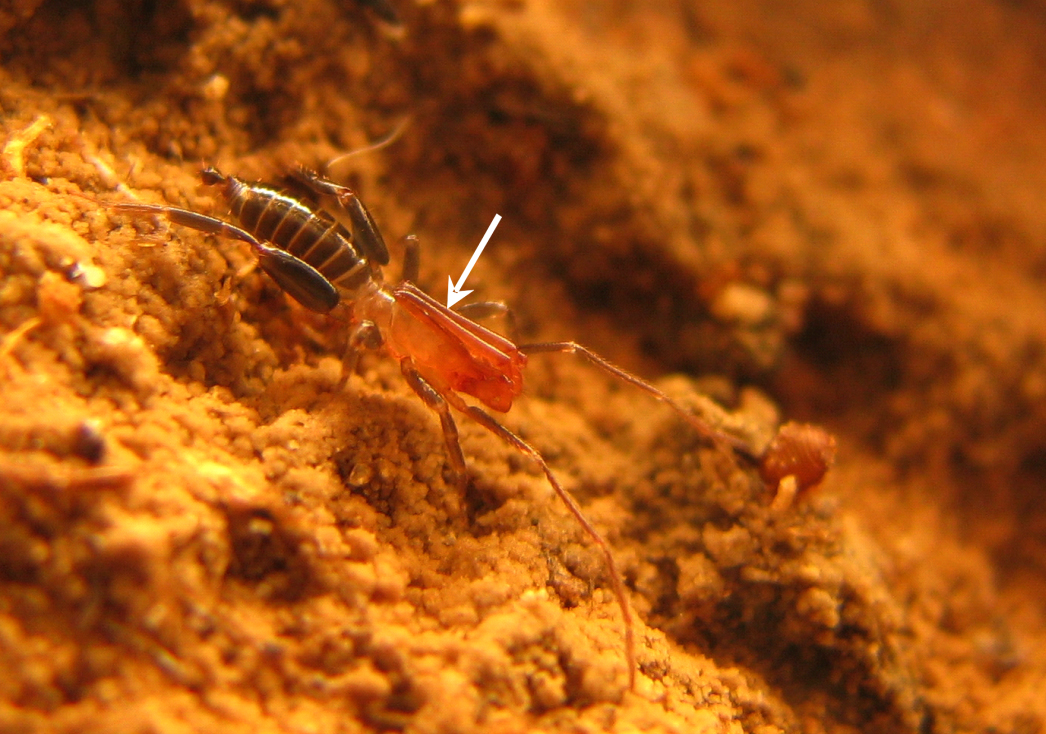
Rowlandius potiguar

Schizomidele se reproduc sexuat, lipsa masculilor în probe prelevate poate exprima posibilitatea înmulțirii și prin partenogeneză. Dimorfismul sexual este foarte evident. Flagelul femelelor este format din trei –  patru segmente, iar cel al masculilor nesegmentat și mai dilatat. Flagelu masculilor posedă un bulb implicat în împerechere. Acuplarea este anticipată de un dans nupțial. Fecundarea are loc prin transferul unui spermatofor. După acuplare, femela sapă o vizuină la o adâncime de 15 centimetri, cu dimensiuni de 12 mm x 9 mm. Pereții vizuinii sunt cimentați cu particule de sol și argilă. Femelele depun 6 – 30 ouă și le anexez de partea inferioară a opistosomei. În acest timp, opistosoma este ridicată. După eclozare, juvenilii rămân pe spinarea mamei. Dezvoltarea are loc prin 5 etape: larvă, protonimfă, deutonimfă, tritonimfă și adult. Tinerii devin maturi după 3 ani de la eclozare.

## Ecologie
Schizomidele sunt prădători, vânează diferi-te insecte, miriapode, artropode mici sau larvele acestora. De obicei, prada este urmărit activ prin mișcări care par a fi sărituri mici, efectuate după o mică cercetare a terenului cu picioarele anteniforme. Odată detectată, picioarele anteniforme sunt folosite la determinarea dimensiunilor prăzii și în final victima este apucată cu pedipalpii și chelicere. Ele pot fi găsite în straturile superioare ale solului (0 – 5 cm), sub bușteni, pietre, litiera pădurilor din zonele umede. Multe specii se întâlnesc și în peșteri. Unele schizomide au fost observate lângă mușuroaiele furnicilor și termitelor. Uneori aceste arahnide pot fi transportate accidental în locințe umane, ascunzându-se în locurile cu umiditate ridicată și în grădini.

## Sistematică și răspândire
Inițial schizomidel au fost incluse ca subordin în ordinul Uropygi, dar în prezent ele reprezintă un ordin independent. Ordinul grupează două familii Protoschizomidae și Hubbardiidae. Actualmente au fost descrise circa 226 de specii, majoritatea aparținând familia Hubbardiidae. Protoschizomidae cuprinde 2 genuri și 11 specii răspândite în America Centrală, multe fiind cavernicole. Familia Hubbardiidae constă din două subfamilii: Hubbardiinae – 47 de genuri și peste 200 de specii –  și Megaschizominae – cu un singur gen și două specii). Aceste arahnide sunt foarte frecvente în pădurilor tropicale și subtropicale din America Centrală, Africa, Asia de Sud și de Sud-Vest și Australia. Distribuția schizomidelor este foarte neuniformă, unele specii sunt răspândite doar în anumite zone. Trei specii au fost introduse în Europa: Schizomus crassicaudatus (Franța), Stenochrus portoricensis (Spania, Marea Britanie, Cehia) și Zomus bagnallii (Marea Britanie).